# Mignerette
 Mignerette  es una población y comuna francesa, situada en la región de Centro, departamento de Loiret, en el distrito de Montargis y cantón de Ferrières-en-Gâtinais.

## Demografía
| 228 | 206 | 198 | 182 | 247 | 297 |
| Para los censos de 1962 a 1999 la población legal corresponde a la población sin duplicidades (Fuente: INSEE [Consultar]) |     |     |     |     |     |